# Vincenzo Tusa
Vincenzo Tusa (Mistretta, 12 de julho de 1920 - Palermo, 5 de março de 2009) foi um arqueólogo italiano.

## Biografia
Depois de estudar em Mistretta, Tusa formou-se em Letras em Catania em 1944 e tornou-se assistente de Arqueologia. Em 1947 foi contratado pela Superintendência de Antiguidades de Bolonha e dois anos depois foi transferido para Palermo. Em 1963 ele assumiu o cargo de Superintendente do BBCC do oeste da Sicília.
Tusa promoveu escavações nos sítios arqueológicos de Sol unto, Segesta, Selinunte, Mócia, Marsala.
Nos anos 60, Tusa foi o promotor da revista Sicilia Archeologica. De 1964 a 1991 também foi professor de Antiguidades Púnicas na Faculdade de Letras da Universidade de Palermo.
Foi membro da Accademia dei Lincei na classe de Ciências Morais da categoria Arqueologia. Seu filho Sebastiano Tusa, também arqueólogo, foi chefe da Superintendência do Mar da Região da Sicília.
Seu nome aparece na lista de membros da loja maçônica P2.

## Homenagem
Em Tusa, a região da Sicília dedicou a Área de Arqueologia das Cavernas de Cusa Vincenzo Tusa.

## Trabalho
- L'urbanistica di Solunto, 1970
- Anastylosis ad Agrigento Tempio di Eracle e Selinunte Tempio C, 1975
- La scultura in pietra di Selinunte, 1984
- La preistoria in Sicilia, 1987
- Selinunte nella mia vita, 1990
- Segesta, 1991
- Siciliani illustri: Antonino Salinas, 1995
- Sarcofagi romani na Sicilia, 1995
- Il parco archeologico di Selinunte, 2011